# Moraria phyllura
Moraria phyllura is een eenoogkreeftjessoort uit de familie van de Canthocamptidae. De wetenschappelijke naam van de soort is voor het eerst geldig gepubliceerd in 1952 door Borutsky.